# طرود (فيروزكوه)
طرود (بالفارسية: طرود) هي قرية تقع في Poshtkuh Rural District في إيران. يقدر عدد سكانها بـ 458 نسمة بحسب إحصاء 2016.